# Лабан, Венсан
Венсан Фабьен Лабан Бунер (фр. Vincent Fabien Laban Bounayre, греч. Βενσάν Φαμπιάν Λαμπάν Μπουναίρ; 9 сентября 1984, По, Франция) — кипрский и французский футболист, полузащитник.

## Биография

### Клубная карьера
Родился 9 сентября 1984 года во Франции. Профессиональную карьеру начинал в фарм-клубе французского «Нанта». Летом 2005 года подписал контракт с кипрским клубом «Дигенис Акритас». В 2007 перешёл в другой кипрский клуб «Анортосис», за который выступал на протяжении 6 лет и стал чемпионов Кипра. Летом 2013 года подписал контракт с румынской командой «Астра», в составе которой провёл 51 матч в чемпионате Румынии. В 2015 году вернулся на Кипр, где подписал контракт с клубом АЕК (Ларнака).

### Карьера в сборной
В 2012 году, после 7 лет проведённых на Кипре, получил кипрское гражданство. 15 августа 2012 года дебютировал за сборную Кипра в товарищеском матче против сборной Болгарии. 7 сентября 2012 года в матче отборочного раунда чемпионата мира 2014 года забил свой первый гол в ворота сборной Албании.

## Достижения
«Анортосис»
- Чемпион Кипра : 2007/08
- Серебряный призёр чемпионата Кипра: 2012/13

«Астра»
- Обладатель Кубка Румынии: 2013/14
- Обладатель Суперкубка Румынии: 2014